# سيلكي ليشتنهاغن
سيلكي ليشتنهاغن (بالألمانية: Silke Lichtenhagen) هي عداءة مسافات قصيرة ألمانية ولدت في يوم 20 نوفمبر 1973 في مدينة ليفركوزن. أبرز انجازاتها كان فوزها بالميدالية الذهبية في بطولة أوروبا لألعاب القوى 1994 في هلسنكي في سباق 4*100 متر. كما فازت بالميدالية البرونزية في بطولة العالم لألعاب القوى 1995 في غوتنبرغ.